# Pointel
Pointel – miejscowość i gmina we Francji, w regionie Normandia, w departamencie Orne.
Według danych na rok 1990 gminę zamieszkiwało 230 osób, a gęstość zaludnienia wynosiła 31 osób/km² (wśród 1815 gmin Dolnej Normandii Pointel plasuje się na 659. miejscu pod względem liczby ludności, natomiast pod względem powierzchni na miejscu 688.).